# Yamatogoto

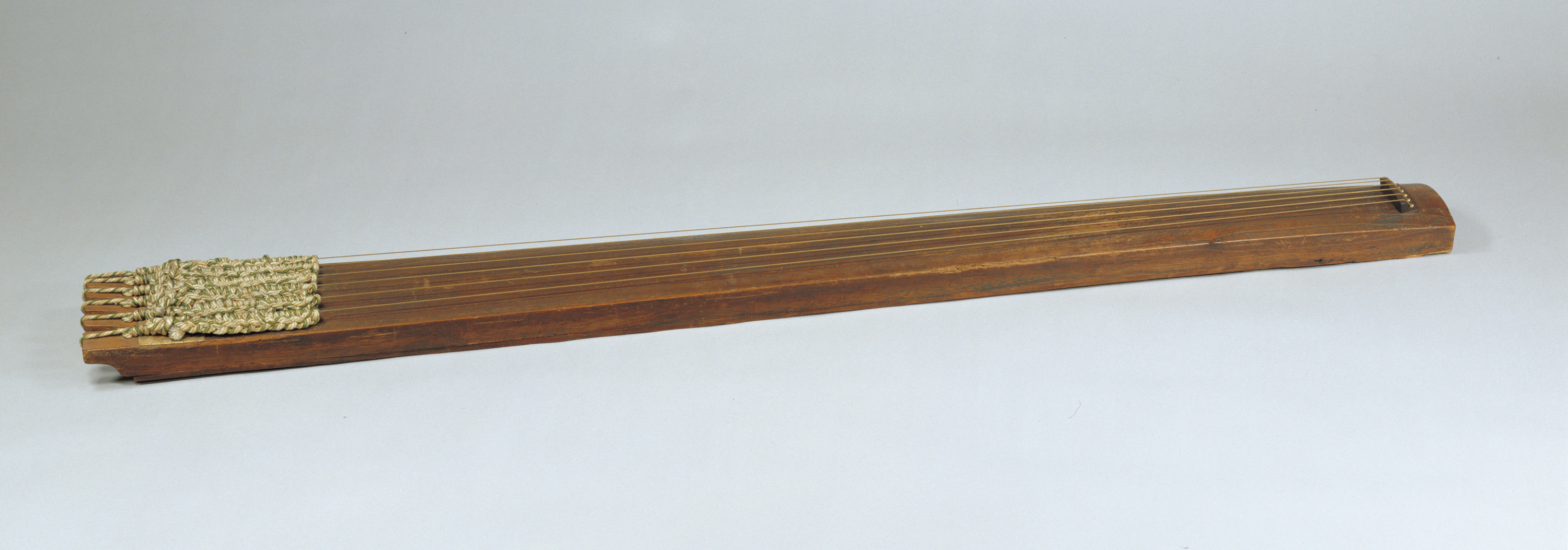
Un Yamatogoto

Le yamatogoto (大和琴), aussi appelé wagon (和琴), est un instrument à six ou sept cordes qui, contrairement au koto et autres instruments à cordes, semble être véritablement originaire du japon et non importé du continent asiatique. Les deux noms signifient littéralement « instrument à cordes japonais ».
Selon le mythe shintō tel qu'il est présenté dans le Kojiki, le yamatogoto joue un rôle important dans les origines du Japon lui-même. Dans le mythe, Amaterasu, déesse du Soleil, est insultée par son frère Susano-o no Mikoto et se cache dans une grotte d'où elle refuse de sortir. Le monde est ainsi plongé dans l'obscurité. Finalement, Amaterasu est attirée au dehors par la déesse Ame no Uzume qui exécute devant l'entrée de la grotte une danse sur le son de la musique créée par le vacarme de six arcs de chasse. Amusée par la musique et par les sons des autres dieux, Amaterasu quitte la grotte et retourne au firmament. Les six arcs sont liés ensemble pour former un instrument et le premier wagon ou yamatogoto est né.
La forme de l'instrument a très peu changé depuis le VIIIe siècle. De forme similaire au koto, le yamatogoto est plus étroit car il a moins de cordes. Selon la tradition, les ponts sont fabriqués à partir des fourches naturelles de branches d'arbres, de l'érable en particulier. Contrairement à de nombreux instruments, les cordes du yamatogoto ne sont pas disposées selon une échelle allant des basses aux aigües, mais dans un ordre mélodique prédéfini qui se joue sur des motifs rythmiques. Une autre technique courante consiste à jouer un glissando rapide sur toutes les cordes, ne laissant résonner que la dernière tandis que le son des autres est étouffé de la main.
Aujourd'hui, l'instrument n'est plus joué que dans le cérémonial shintō et la musique de cour appelée gagaku, et même alors il n'est pas commun. Néanmoins, son rôle central dans la mythologie japonaise lui permet d'être l'objet d'une certaine vénération.